# Моравски-Крумлов
Моравски-Крумлов (Мора́вский Кру́млов, чеш. Moravský Krumlov, нем. Mährisch Kromau) — город на юге Чехии в районе Зноймо Южноморавского края. Расположен в долине реки Рокитна, притоке Йиглавы.

## История
Археологические данные свидетельствуют о существовании поселения на месте города ещё во времена палеолита. Средневековое поселение связано со строительством пршемысловского замка Рокитен в районе Рокитна. Существование этого поселения подтверждено археологическими данными с XIII века.
Первое письменное упоминание о существовании поместья и замка относится к 1289 году, однако скорее всего, город был основан королём Пршемыслом Отакаром II (1253—1278). Местное название Крумлов упоминается на латыни в письме короля Рудольфа Габсбургского от 1277 года. Название Моравски-Крумлов город получил в середине XVII века чтобы отличаться от Крумлова в Чехии.
Готический замок конца XIII века, позднее перестроенный в стиле ренессанс, реконструировался в XVIII и XIX веках.

## Достопримечательности
- Замок Моравски-Крумлов и парк. До 2011 года музей полотен чешского художника Альфонса Мухи, известный как «Славянская эпопея», который сейчас размещен в Праге. Имеется памятный зал врача средневековья Теопраста Парацельса, бывавшего здесь.
- Княжеский дом XIII-го века, в котором находится музей и картинная галерея.
- Костëл всех святых и Костëл св. Варфоломея с бывшим монастырем, теперь резиденция муниципалитета.
- Часовня в стиле барокко св. Флориана, покровителя города, построенная в конце XVII-го века на холме над городом.

## Части города
- Моравски-Крумлов
- Поланка
- Ракшице
- Рокитна

## Население
| Год  | Численность | Численность |
| ---- | ----------- | ----------- |
| 1869 | 3020        | [ 6 ]       |
| 1880 | 3215        | [ 6 ]       |
| 1890 | 3398        | [ 6 ]       |
| 1900 | 3763        | [ 6 ]       |
| 1910 | 3833        | [ 6 ]       |
| 1921 | 4177        | [ 6 ]       |
| 1930 | 4200        | [ 6 ]       |
| 1950 | 3784        | [ 6 ]       |
| 1961 | 4516        | [ 6 ]       |
| 1970 | 4602        | [ 6 ]       |
| 1980 | 5590        | [ 6 ]       |
| 1991 | 6103        | [ 6 ]       |
| 2001 | 6102        | [ 6 ]       |
| 2014 | 5846        | [ 7 ]       |
| 2016 | 5840        | [ 8 ]       |
| 2017 | 5812        | [ 9 ]       |
| 2018 | 5758        | [ 10 ]      |
| 2019 | 5729        | [ 11 ]      |
| 2020 | 5715        | [ 12 ]      |
| 2021 | 5688        | [ 13 ]      |
| 2022 | 5606        | [ 14 ]      |
| 2023 | 5677        | [ 15 ]      |
| 2024 | 5707        | [ 4 ]       |

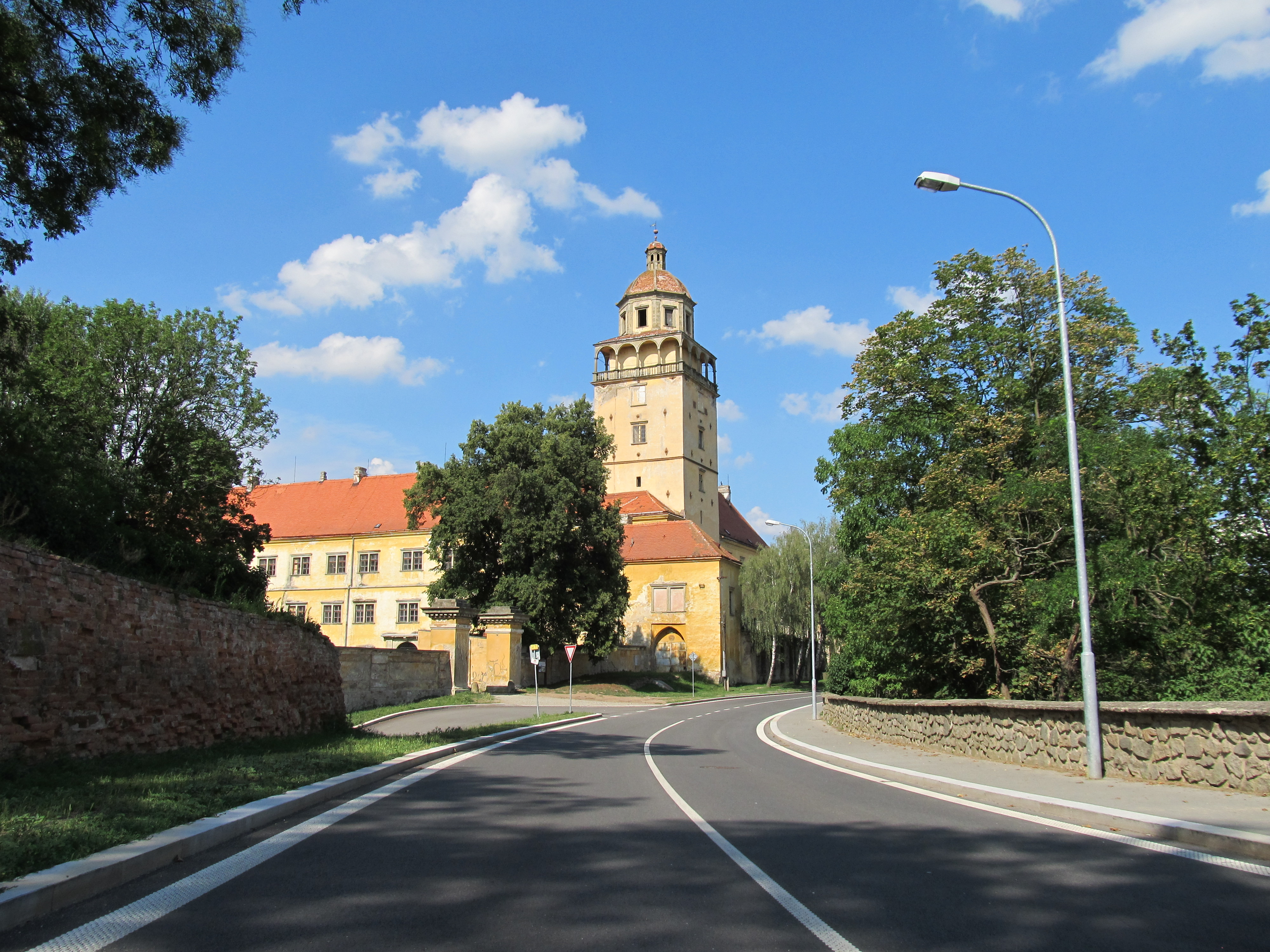
Замок Моравски-Крумлов
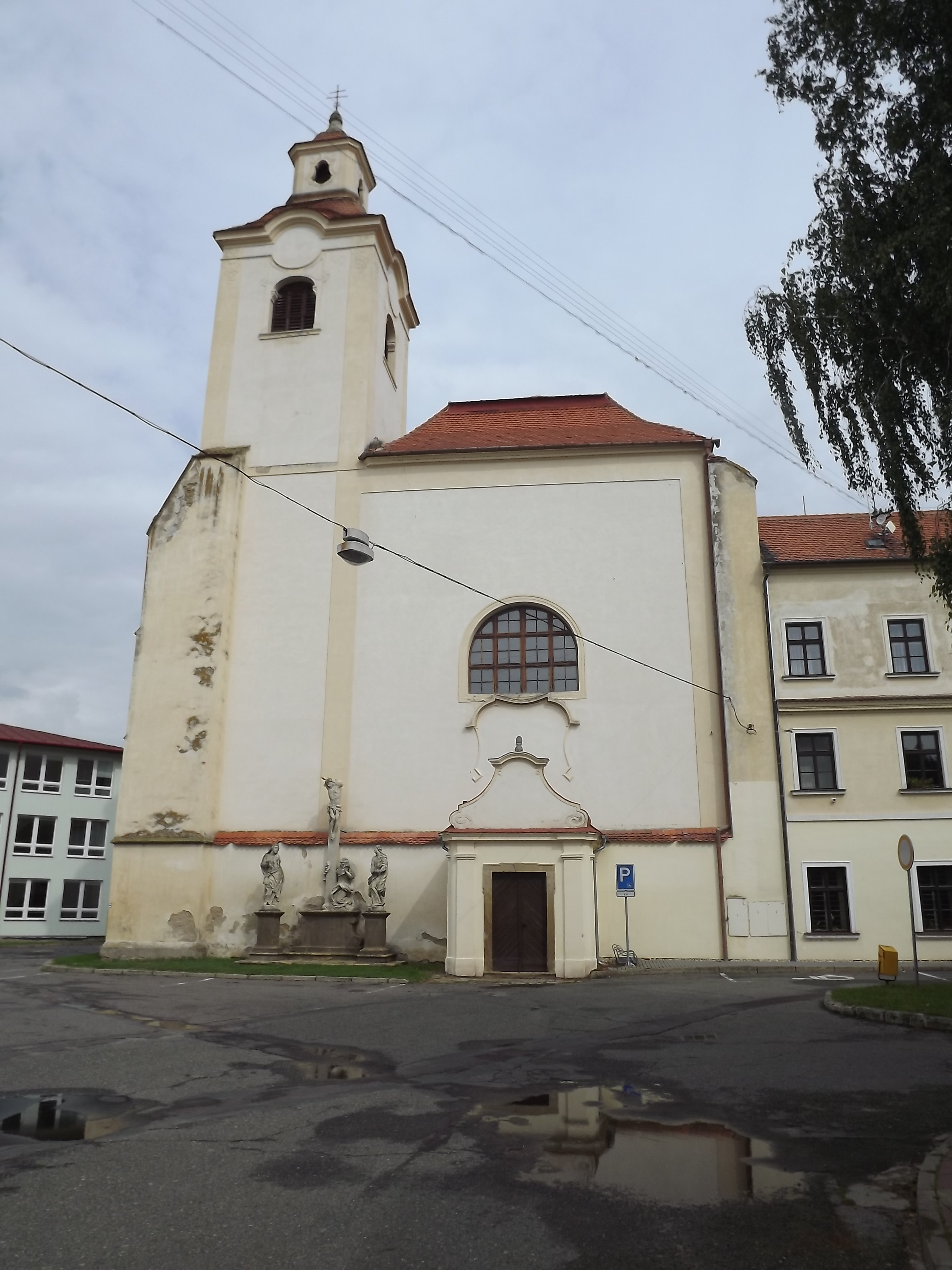
Костëл св. Варфоломея
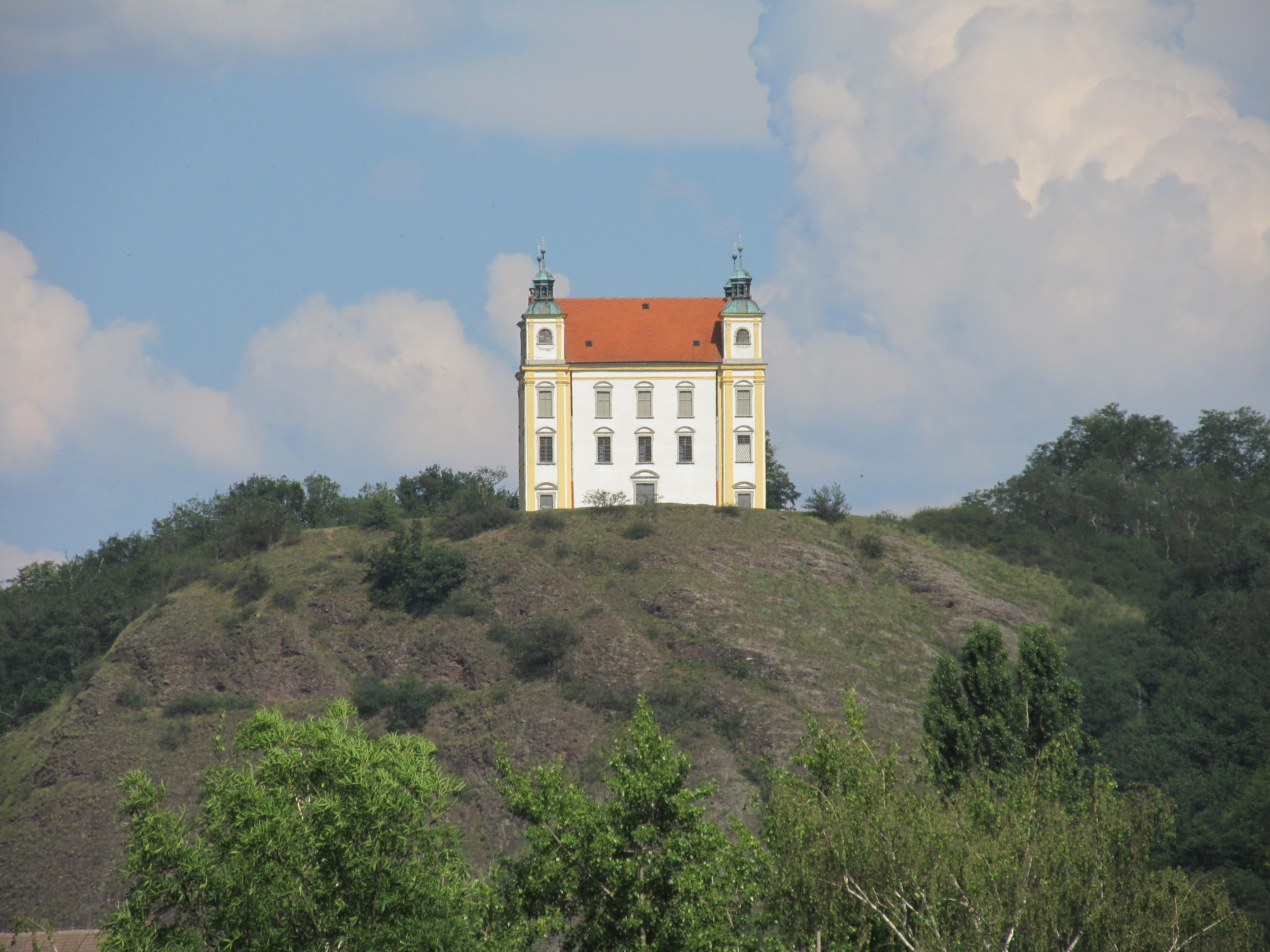
Часовня св. Флориана